# Micareta

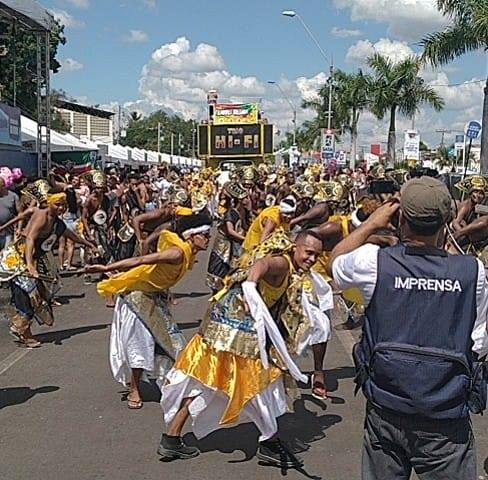
Défilé Moviafro durant la Micareta à Feira de Santana en 2020.

Micareta est le nom donné au Brésil à toute fête de carnaval en dehors des périodes traditionnelles de carnaval. Le nom dérive de la fête française de la Mi-Carême.

## Origine
L'origine des micaretas serait liée à deux fêtes distinctes mais toutes deux liées au Carême; la fête française de la Mi-Carême et la Serração da velha (pt) (en français « sciage de la vieille femme »), une fête d'origine ibérique. Cette dernière est appelée ainsi en raison de l'utilisation d'un pantin de vieille femme qui est coupé en deux à la Mi-Carême en Espagne et au Portugal.